# Pachysericola compressus
Genre
Espèce
Pachysericola compressus, unique représentant du genre Pachysericola, est une espèce de copépodes de la famille des Rhynchomolgidae.

## Distribution
Cette espèce est endémique de Nouvelle-Calédonie. Elle se rencontre dans l'océan Pacifique.
Ce copépode est associée au scléractiniaire Pachyseris rugosa.

## Description
La femelle holotype mesure 0,86 mm et le mâle paratype 0,83 mm.

## Publication originale
- Kim, 2003 : Copepods (Crustacea) associated with marine invertebrates from New Caledonia. Korean Journal of Systematic Zoology, Special Issue, no 4, p. 1-167.